# 제이미 브루어
제이미 브루어(Jamie Brewer, 1985년 2월 5일 ~ )는 미국의 배우, 모델이다.

## 출연 작품

### 영화
- 체리 (2021)

### 텔레비전
- 아메리칸 호러 스토리 (2011-21)
- 사우스랜드 (2013)
- 스위치드 앳 버스 (2015)
- 스테이션 19 (2020)